# 속기 자판
속기 자판(영어: shorthand keyboard, stenograph, stenotype)은 속기 전용의 키보드로서, 일반적으로 세벌식으로 되어 있어, 왼쪽에 초성 자음, 오른쪽에 종성 자음, 아랫쪽에 모음을 배열하고 동시치기를 통해 음절 단위로 친다. 한글 자판의 경우 모음은 6개, 영어 자판의 경우는 4개이다. 보통 키보드에서 엄지는 빈칸(스페이스바)에 사용되는데 비해 속기 자판은 아랫쪽의 모음들을 양 엄지로 다 친다. 일반 키보드와 다른 점은 음절 단위로 초성+중성+종성을 동시에 입력한다는 것과 인체공학적인 하드웨어 설계를 하여 장시간 입력 작업을 하여도 피로감을 느낄 수 없도록 하였다는 점이다. 속기자판의 가격은 보통 백만원 이상대의 가격을 유지하고 있다.
빠른 입력이 가능한 이유는 두 가지이다. 첫째로, 초성+중성+종성을 동시 입력함으로써 일반 키보드의 낱자치기 방식이 2~n 회의 입력을 통해 한 글자를 입력하는 데 반해 속기 자판은 한 회의 입력만으로 빠르게 한 글자를 완성할 수 있기 때문이다. 그리고 둘째로, 자주 사용하는 어구를 매크로 키를 이용하여 '약어 + 매크로 키'를 통해 입력할 수 있게 하여 기존에 여러 번의 키 입력이 필요했던 단어 입력을 한 동작에 처리할 수 있게 했기 때문이다.
대한민국의 국가 표준은 정해지지 않았으며, 제조사 별로 모델이 있다. 속기 전용 하드웨어의 경우는 한국스테노(카스) 와 소리자바 의 두 가지 모델이 많이 쓰이고 있으며, 사용하는 행, 수용하는 글자, 배열이 서로 다르다. 속기 자판은 현재 실용적으로 속기 기계용 자판에서 사용되며 컴퓨터 키보드의 안마태 자판 같은 모아치기 계열 자판들이 속기 자판의 일종이라고 볼 수 있다.
안마태 소리 글판이나 세벌식 모아치기 자판 같은 것들은 하드웨어적으로는 일반 컴퓨터 키보드를 그대로 사용한다. 일반적으로 속기 자판은 각 제조사별로 특화된 하드웨어 만을 사용하기에, 이 점에서 안마태 소리 글판은 고가에 판매되는 속기 자판과 다르다고 할 수 있다. 또한, 사용하는 하드웨어가 무한 동시입력을 지원하지 않을 경우 입력속도는 느려질 수 있다.

## 사진

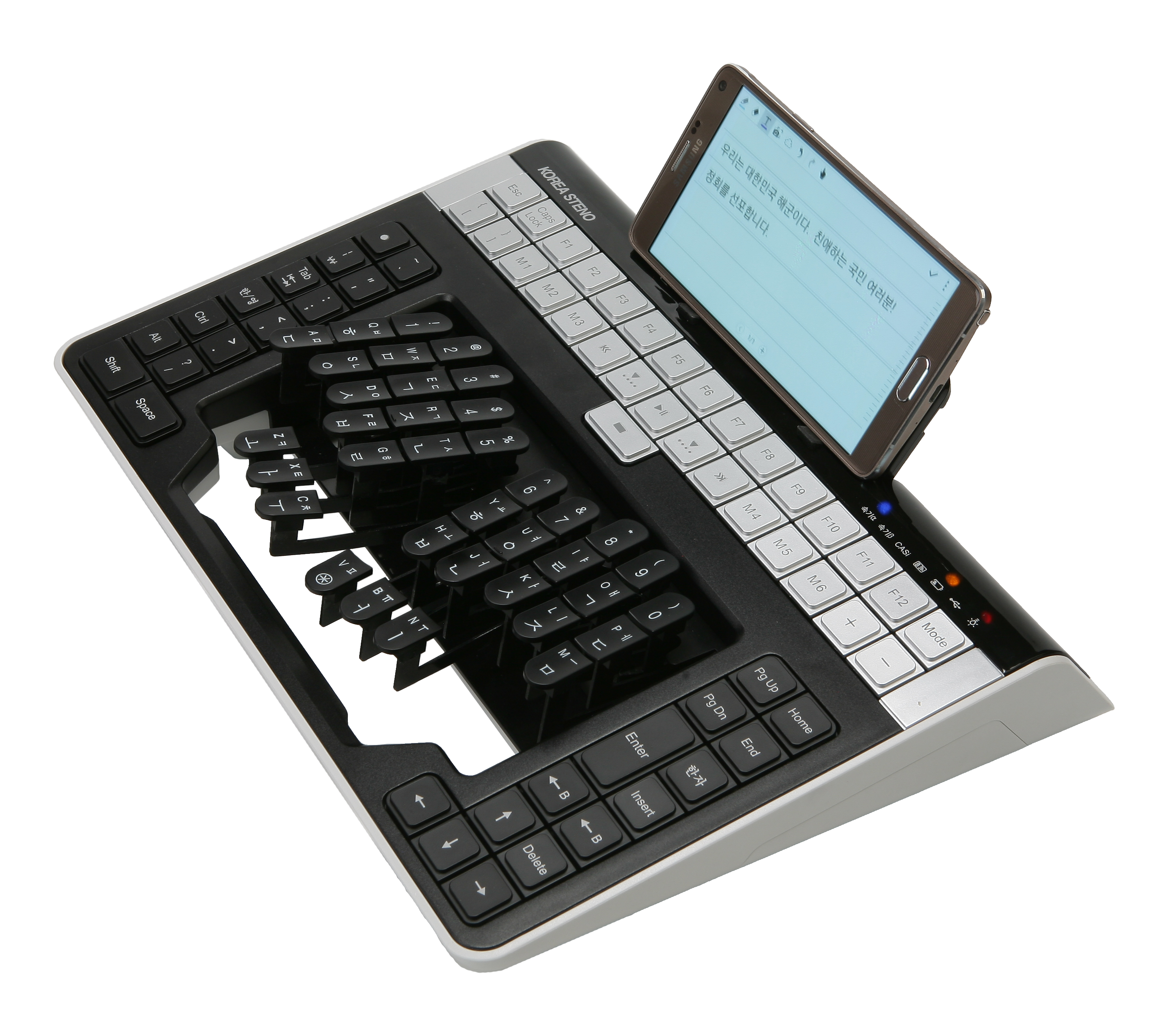
한국스테노의 속기 자판
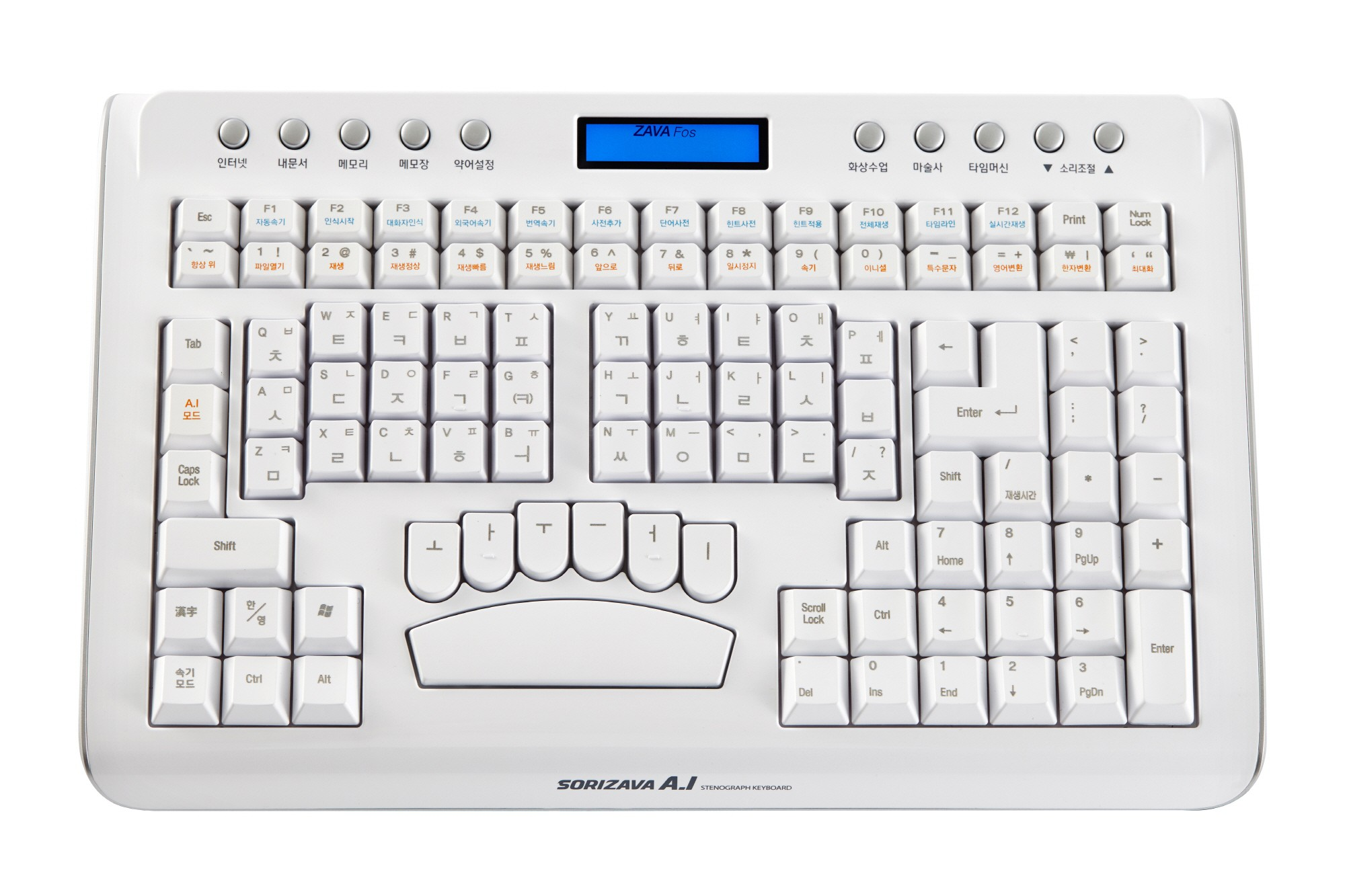
소리자바 속기 자판 화이트
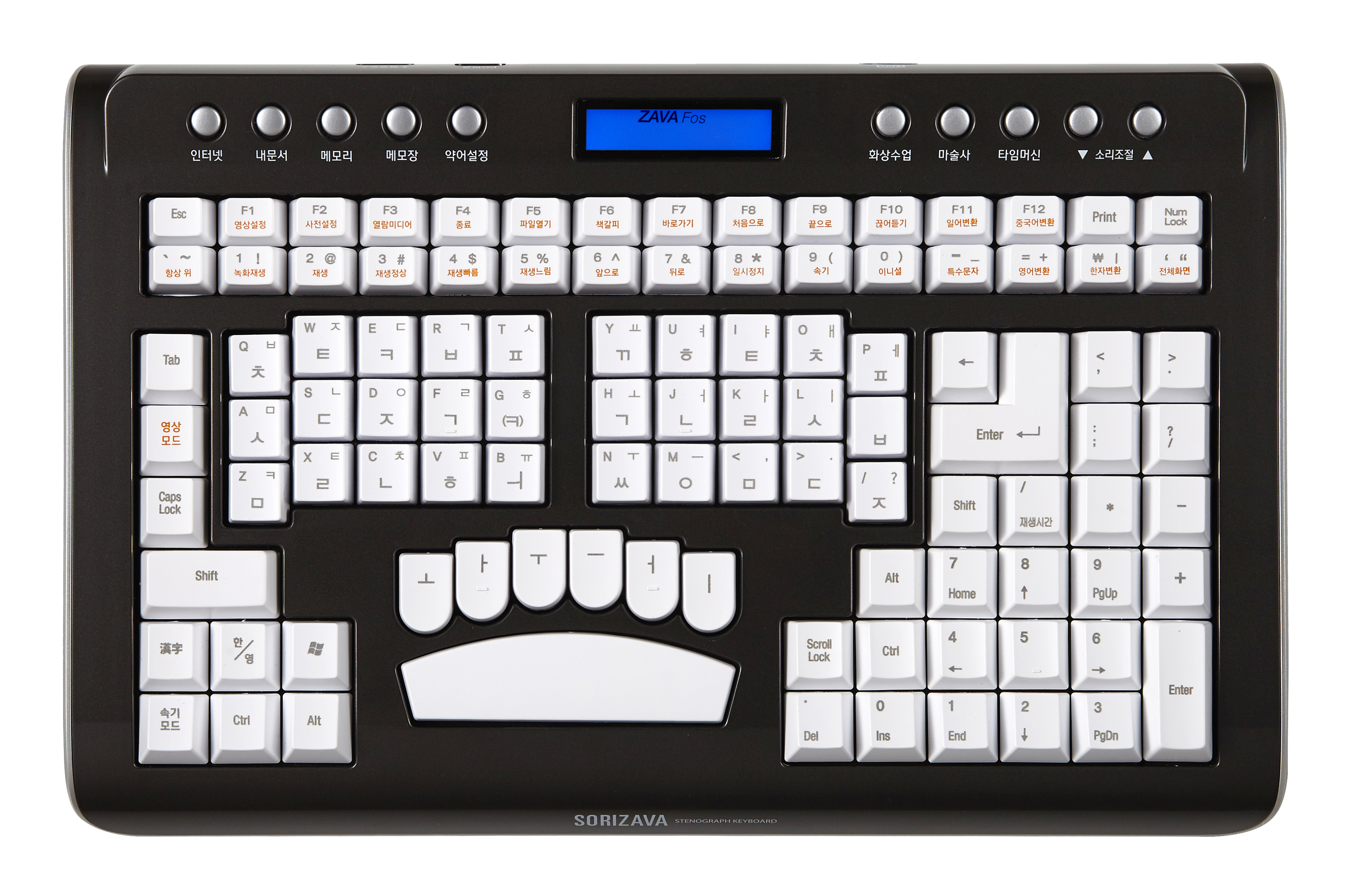
소리자바 속기 자판 그레이
미국의 속기 배열

## 같이 보기
- 한글 자판
- 세벌식 자판